# GW-Basic
GW-Basic est un interpréteur pour le langage de programmation Basic développé par Microsoft. Il est fourni avec les DOS Microsoft (MS-DOS) ou IBM des versions 1.0 à 4.0.
La dernière version est la version 3.23.
GW-BASIC est fonctionnellement identique à l'interpréteur BASICA, fourni avec les ordinateurs IBM. Cependant, BASICA a besoin de la ROM BASIC des ordinateurs IBM pour fonctionner ; on ne peut donc pas l'utiliser sur d'autres ordinateurs. Quant à lui, l'exécutable de GW-BASIC contient l'intégralité de l'interpréteur, on peut donc l'utiliser sur tout type de matériel.
Par rapport au Cassette BASIC présent en ROM sur l'IBM PC, BASICA/GW-BASIC se distingue notamment par sa prise en charge des disques, du son et des graphismes.

## Exemple de code
```
  
5
 
CLS

 
10
 
INPUT
 
"Quel est votre nom "
;
 
NOM$
 

 
20
 
PRINT
 
"Bonjour "
;
 
NOM$

 
30
 
INPUT
 
"Combien d'étoiles voulez-vous "
;
 
NOMBRE

 
40
 
FOR
 
I
 
=
 
1
 
TO
 
NOMBRE

 
50
 
ETOILE$
 
=
 
ETOILE$
 
+
 
"*"

 
55
 
NEXT
 
I

 
60
 
PRINT
 
ETOILE$

 
70
 
INPUT
 
"Voulez-vous plus d'étoiles "
;
 
ETOILE$

 
80
 
IF
 
LEN
(
ETOILE$
)
 
=
 
0
 
THEN
 
GOTO
 
70

 
90
 
ETOILE$
 
=
 
LEFT$
(
ETOILE$
,
 
1
)

100
 
IF
 
(
ETOILE$
 
=
 
"O"
)
 
OR
 
(
ETOILE$
 
=
 
"o"
)
 
THEN
 
GOTO
 
30

110
 
PRINT
 
"Au revoir "
;

120
 
FOR
 
I
 
=
 
1
 
TO
 
200

130
 
PRINT
 
NOM$
;
 
" "
;

140
 
NEXT
 
I

150
 
PRINT

```

| Mot réservé     | Signification |
| --------------- | --- |
| CLS             | efface l'écran |
| INPUT           | attend une entrée clavier de l'utilisateur a valider avec ENTREE. La question est suivie automatiquement d'un point d'interrogation.                                                                                               |
| PRINT           | commande d'affichage à l'écran |
| FOR             | début d'une boucle |
| TO              | exécute la boucle jusqu'au nombre voulu |
| NEXT            | fin de la boucle |
| LEN()           | donne la longueur d'un argument chaîne de caractère(s) |
| OR              | opérateur logique "OU" |
| THEN            | alors |
| LEFT$( ,1)      | donne le premier caractère gauche de la chaîne |
| GOTO            | retourne ou va (dans l'exemple) à la ligne 30 |
| ;               | syntaxe qui signifie que, ce qui suit, reste sur la même ligne sans le ";", "NOM$" s'afficherait à la ligne suivante. |
| " "             | syntaxe qui signifie que ce qui est à l'intérieur des guillemets est du texte. EX: PRINT 1 et PRINT "1" sont différents dans la mémoire de la machine mais pas à l'affichage (à part un décalage d'une espace pour le 1 numérique) |
| NOM$ et ETOILE$ | sont des variables alphabétiques (chaînes) reconnaissables au caractère "$" (Les variables ne sont pas déclarées préalablement comme dans la plupart des autres langages).                                                         |
| NOMBRE et I     | variable alphanumérique |
| 5 à 150         | dans l'éditeur GWBASIC les lignes sont numérotées et commencent à 10, elles s'incrémentent automatiquement de 10 en 10, mais on peut intercaler des lignes comme ici "5 CLS" et "55 NEXT"                                          |